# Takuya Muraoka
Takuya Muraoka (村岡 拓哉 Muraoka Takuya?, nacido el 24 de julio de 1990 en Kanagawa) es un futbolista japonés que se desempeña como centrocampista.

## Trayectoria

### Clubes
| Club                | País  | Año         |
| ------------------- | ----- | ----------- |
| Shonan Bellmare     | Japón | 2013        |
| Fukushima United FC | Japón | 2014 - 2016 |
| Tochigi Uva FC      | Japón | 2017        |

## Estadística de carrera

### J. League
| Club                | Año   | J. League | J. League | Copa J. League | Copa J. League | Total | Total |
| Club                | Año   | Part.     | Goles     | Part.          | Goles          | Part. | Goles |
| ------------------- | ----- | --------- | --------- | -------------- | -------------- | ----- | ----- |
| Shonan Bellmare     | 2013  | 0         | 0         | 0              | 0              | 0     | 0     |
| Fukushima United FC | 2014  | 20        | 1         | -              | -              | 20    | 1     |
| Fukushima United FC | 2015  | 23        | 1         | -              | -              | 23    | 1     |
| Fukushima United FC | 2016  | 19        | 0         | -              | -              | 19    | 0     |
| Total               | Total | 62        | 2         | 0              | 0              | 62    | 2     |